# Рудбар (шагрестан)
Рудбар (перс. رودبار) — шагрестан в Ірані, в остані Ґілян. За даними перепису 2006 року, його населення становило 101884 особи, які проживали у складі 27902 сімей.

## Бахші
До складу шагрестану входять такі бахші: 
- Амарлу
- Рахматабад-о-Блукат
- Хурґам
- Центральний